# Bazaleti
Bazaleti (gruzínsky ბაზალეთის ტბა, Bazaleti, megrelsky ბაზალეთიშ ტობა) je jezero v kraji Mccheta-Mtianetie v municipalitě Dušeti ve vzdálenosti 5 km jižně od města Dušeti. Leží v nadmořské výšce 878 m. Má rozlohu 1,39 km². Dosahuje maximální hloubky hloubka 7 m a objem vody činí 5,55 milionu m³. Je tektonického původu, když vzniklo žlabovým prohnutím jihozápadní části Bazaletijské plošiny.

## Vodní režim
Je napájeno atmosférickými srážkami a dočasnými toky. Maximální hladiny dosahuje v červnu a k minimu hladina klesá v říjnu. V lednu a únoru je jezero pokryto ledem, jehož tloušťka dosahuje 0,5 m. V červenci je teplota vody až 25 °C. Voda má zelenohnědou barvu.

## Fauna a flóra
V jihovýchodní, jižní a západní části jezera roste ostřice až do hloubky 6 m. V jezeře se vyskytuje plankton. Z ryb se chovají chovají se karas obecný, cejn a kapr. Z severozápadního břehu jezera je vybudován malý zavlažovací kanál ústící do řeky Tiniskhevi. 

## Využití
Jezero je objektem sportovního a konzumního rybolovu. Na břehu jezera se nachází stejnojmenné letovisko.
Voda se vyznačuje se svými léčivými vlastnostmi. Proces samočištění a doplňování jezera probíhá pomocí vody vyvěrající z hlubin země a řasy, které v jezeře rostou, mají mnoho léčivých vlastností. Voda léčí dermatologická a gynekologická onemocnění, stejně jako pro revmatické a kostní a kloubní patologie. Vzduch v okolí je prospěšný pro kardiovaskulární a ischemická onemocnění.